# Цаплинка
Цаплинка (рус. Цаплинка) малена је река која протиче преко територије Красногородског рејона, на крајњем западу Псковске области, односно на крајњем западу европског дела Руске Федерације. Лева је притока реке Инице, и део басена реке Великаје, односно Финског залива Балтичког мора.
Свој ток започиње као отока Високог језера, и углавном тече у смеру севера. У реку Иницу улива се након свега 14 km тока насупрот села Пољаково, на њеном 12. километру узводно од ушћа у Лжу.